# Dominus
Dominus (plural domini, femenino domina) es una palabra latina que significa maestro, propietario y más tarde, señor.

## Derecho romano
El derecho romano otorgaba el título de dominus rei a todo aquel que fuera investido de la propiedad romana de una cosa (dominium). Este título le pertenecía aunque sólo conservara la nuda propiedad, cuando un tercero había adquirido el usufructo.
Esta norma seguía aplicándose en el caso de las tierras arrendadas (ager vectigalis).
El nombre de dominus seguía dándose en derecho romano a una persona cuyos asuntos eran administrados voluntariamente por otra sin conocimiento de la primera.
En los litigios, la parte representada por un cognitor se denominaba dominus, y su nombre figuraba en la intentio de la forma de la acción. En este caso, el dominus litis tenía autoridad de la cosa juzgada. En cambio, el simple representante, procurator, se convertía en dominus litis por la litis contestatio, y la actio judicati se aplicaba a él y contra él, un rigor formalista que se suavizó posteriormente.
Bajo Diocleciano se adoptó el término dominus como parte de la titulatura oficial del emperador, formando parte de las reformas radicales de este emperador. Es a partir de este uso que el término dominado se utiliza a veces para referirse al periodo de la historia romana que comienza con el reinado de Diocleciano.

## Apelativo honorífico y título
El título dominus también se utilizaba como apelativo honorífico, por ejemplo desde un jurista, a un cónyuge, o a un emperador romano y en el Bajo Imperio.
En la Edad Media, dominus se convirtió en un título feudal, señor, que es el equivalente francés de seigneur. De aquí se deriva el título de dom que se da a algunos eclesiásticos (esencialmente a los miembros de la Orden de San Benito), y el título español de don. 
Además, tiene el significado del nombre personal de Dios que se vierte Jehovah del antiguo Israel.
A finales del siglo XX, el medievalista francés Dominique Barthélemy cambió radicalmente el significado del término dominus en la Edad Media.

## Dominus orbis
Con el calificativo de Dominus orbis se haría referencia al poder temporal del sumo pontífice, cabeza visible de la Iglesia católica.

## Fuente
- Charles Victor Daremberg, Edmond Saglio (dir.), Dictionnaire des Antiquités grecques et romaines, 1877-1919 (en francés).

- Datos: Q1283380